# Svärd, äldre ätten
Svärd, äldre ätten var en medeltida ätt som under senare hälften av 1300-talet kommit till Finland. Ättens stamfar Herman Svärd var av namnet att döma från Tyskland. Han gifte sig med en dotter till underlagmannen Jakob Kurck (se äldre ätten Kurck). Han hade tre söner:
Peter Svärd (son till Herman Svärd) är förmodligen den ”Gamble Peder Swerdh” som 1467 nämns som tidigare ägare till delar av Haga och Kräpelby i Borgå sn i Nyland.
En till namnet okänd son till Herman Svärd vars son Jeppe Kurke nämns 1418 (se äldre ätten Kurck).
Nils Korke eller Kurke (son till Herman Svärd) nämns första gången 1 juli 1400 och som riddare 1401. Var 1413 en av kungens rådgivare vid räfsteting i Uppsala. Häradshövding i Frösåkers härad i Uppland 1420. Han var död 18 maj 1428. Gifte sig före 1 juli 1400 med Cecilia Filipsdotter, dotter till Filip Karlsson (Bjälboättens oäkta gren).